# 一尾伊織
一尾 伊織（いちお いおり）は、江戸時代前期の旗本・茶人。一尾通春の子。母は大友吉統の娘。名は通尚。号は徹斎、宗碩、一庵、照庵。

## 略歴
一尾氏は、久我晴通の四男・久我三休が一尾庄に住したことに初まり、その孫が伊織である。寛永10年（1633年）に父が没し、翌年父の遺領のうち1,000石を相続し書院番となった。その後職を辞し小普請となった。貞享元年（1684年）7月19日に致仕し、徹斎と号す。
細川忠興（三斎）家臣の津川四郎左衛門に茶道を学び、三斎流一尾派を創始した。竹の花筒、茶杓の製作に秀いで、琵琶を製作という。元禄2年（1689年）、91歳で没した。著作に「一尾流之書」などがある。弟・通利の子・通命を娘の婿として迎えるが早死にし、その子で孫・通門を養子にするがこれも夭折した。土井甲斐守家臣の大野市左衛門定秀の子・通定が伊織の養子となり家督を継いだ。